# Stéphane Guy
Stéphane Guy, né le 30 septembre 1970 à Vire (Calvados), est un journaliste sportif français connu pour avoir officié entre 1997 et 2020 sur Canal+ aux commentaires de la Ligue 1, de la Premier League et de la Ligue des Champions.
Il est consultant pour la chaîne L'Équipe depuis juin 2024.

## Biographie

### Famille, jeunesse et formation
En 1984, âgé de 14 ans, il décide d'abandonner le judo pour prendre une licence de football au Sporting Club de Damigny, club de l'agglomération d'Alençon. Bien que titulaire en attaque, au sein d'une équipe qui accumule quelques succès, il n'est pas jugé suffisamment doué pour poursuivre une carrière vers le football professionnel.
Après le lycée, il entame une licence d'histoire puis une maîtrise de science politique à la Sorbonne dans le but de devenir journaliste sportif.

## Carrière professionnelle

### Radio et presse locale
Après avoir écrit dans le journal de son lycée, il fait ses débuts, à 16 ans, dans la radio associative locale Alençon FM en 1987.
Entre 1988 et 1995, il est correspondant local à Alençon (Orne) pour Ouest-France. Parallèlement il est reporter radio pour Normandie FM.
Entre 1995 et 1997, il est journaliste à FOOT, au journal de la fédération et à l'événementiel.

### Canal + (1997-2020)
Entré en 1997 à Canal+ en tant que pigiste au service des sports, il en devient membre à part entière en 1998, notamment dans l'équipe de Jour de foot et de L'Équipe du dimanche.
Il présente Jour de foot avec Nathalie Iannetta entre 2003 et 2005, avant de devenir directeur de la rédaction football de Canal+ de 2005 à 2007.
À partir de 2007, il commente les affiches du championnat d'Angleterre de football avec à ses côtés Guy Stéphan, Paul Le Guen, Patrice Ferri ou Marcel Desailly.
Entre septembre 2008 et juin 2011, il présente l'émission Les Spécialistes (anciennement Les Spécialistes Europe) chaque jeudi à 19 h 40 sur Canal+ Sport.
À partir de 2012, il commente le match de Ligue 1 du samedi à 17 h sur Canal+, accompagné d'Éric Carrière, Daniel Bravo ou Franck Sauzée. De 2014 à 2016, il commente en alternance avec Grégoire Margotton l'affiche du samedi à 17 h et celle du dimanche soir sur Canal+.
Du 26 aout 2013 jusqu'en juin 2016, il présente J+1, une nouvelle émission dédiée à la Ligue 1 chaque lundi à 22 h 50 sur Canal+ Sport.
En 2016, après le départ de Grégoire Margotton sur TF1, il devient le commentateur de l'affiche de Ligue 1 du dimanche soir et des grandes rencontres de Ligue des champions sur Canal+, aux côtés de Paul Le Guen en 2016-2017, puis d'Habib Beye ou Éric Carrière à partir de 2017.
Il devient aussi le spécialiste de l'athlétisme sur la chaîne cryptée. Il y commente les meetings de la Ligue de diamant en compagnie de Jean Galfione.
Durant les Jeux olympiques d'été de 2016 à Rio, il commente la cérémonie d'ouverture aux côtés de Laura Flessel et Joris Sabi. Il est ensuite en charge des épreuves d'athlétisme sur Canal+, aux côtés de Jean Galfione et Stéphane Caristan comme consultants, tandis que Marc Maury assure les interviews.
En mars 2017, à l'occasion du 8e de finale retour de Ligue des champions entre le FC Barcelone et le PSG, ses commentaires, en compagnie de Paul Le Guen, sont décriés en raison d'un excès de confiance mal placé vis-à-vis de la qualification de l'équipe parisienne pour le prochain tour.
Le 3 juin 2017, il commente, toujours aux côtés de Paul Le Guen, la finale de la Ligue des champions 2016-2017 entre le Real Madrid et la Juventus sur C8, chaîne en clair du groupe Canal+. L'année suivante, le 26 mai 2018, il est de nouveau aux commentaires de la finale de la Ligue des champions, entre le Real Madrid et Liverpool, sur C8, cette fois-ci avec Habib Beye,
En 2019, il commente avec Aline Riera des rencontres de la Coupe du monde féminine de football, disputée en France et diffusée sur Canal+. Il est notamment désigné pour l'ensemble des matchs de l'équipe de France.
En 2020, Canal+ perd les droits de diffusion d'une partie de la Ligue 1, dont l'affiche du dimanche soir, mais conserve deux matchs par journée. Stéphane Guy commente donc désormais le match du samedi soir, soit 28 des 38 meilleures affiches du championnat. Il est accompagné d'Habib Beye ou Éric Carrière.

#### Affaire du licenciement
En décembre 2020, Stéphane Guy est mis à pied par Canal+après avoir exprimé à l'antenne son soutien à Sébastien Thoen, licencié quelques jours auparavant par la chaîne pour sa participation à un sketch sur la chaîne web Winamax TV, parodiant l'émission L'Heure des Pros, diffusée sur CNews, la chaîne d'information du groupe. Il avait déclaré, la semaine précédente, avant le début de la seconde période d'une rencontre de Ligue 1 entre le Paris Saint-Germain et Montpellier, que son collègue, qu'il qualifie "d'ami", n'avait "pas eu la sortie qu'il aurait mérité". Il devait commenter le derby de Manchester puis l'affiche de la Ligue 1 le week-end suivant.
Il avait intégré le groupe Canal+ en 1997. Son licenciement définitif, le 24 décembre, marque donc la fin de vingt-trois ans de collaboration.
Le président de Canal+, Maxime Saada, avait justifié sa décision dans les colonnes du magazine L'Équipe, rappelant avoir plusieurs fois prévenu le journaliste "que ce n'était pas son antenne" et "qu'il ne pouvait pas l'utiliser pour dire des choses qui lui passaient par la tête".
Début janvier 2021, une soixantaine de manifestants se réunissent devant le siège de Canal+ à Boulogne-Billancourt, munis de masques à l'effigie de Stéphane Guy. Par cet acte de solidarité, ces manifestants anonymes, dont beaucoup seraient issus du service des sports de Canal+, entendaient dénoncer la procédure de licenciement enclenchée par la chaîne à l'encontre de son commentateur.
Le même jour, Stéphane Guy conteste formellement son licenciement par Canal+, selon son avocat Maître Olivier Khatchikian.
Le 13 septembre 2022, Canal + est condamné par le conseil de prud'hommes pour avoir licencié Stéphane Guy « sans causes réelles ni sérieuses ». « Partiellement satisfait », selon son avocat, il fait appel de cette décision afin de contester la validité de son licenciement par le groupe Canal.
Le 25 juin 2025, la Cour d'Appel de Paris prononce la nullité du licenciement de Stéphane Guy, reconnaissant "une violation par l’employeur de sa liberté d’expression". La cour d'appel condamne ainsi Canal+ à lui verser un peu plus de 700 000 euros au titre notamment de rappel de salaires et ordonne sa réintégration au groupe Canal+. 
Le 19 juillet 2025, dans un entretien pour L'Équipe, Thomas Sénécal, le directeur du service des sports de la chaîne cryptée, confirme que cette dernière exécutera "bien sûr cette décision" de justice, bien que les nouvelles missions du journaliste n'ont pas encore été déterminées "de manière précise". Il recommencera à commenter des matchs de football anglais le 23 août.

### RMC et BFM TV (2021-2024)
En 2021, Stéphane Guy rejoint le groupe Altice Média pour intervenir à la radio sur RMC et sur la chaîne BFM TV. Il y couvre l'Euro 2020, disputé en 2021.
Après un essai jugé concluant lors de la compétition, il rejoint RMC Sport, sous forme de piges, afin de commenter la Premier League, la Ligue des Champions et la Ligue Europa. Certaines rencontres de Ligue Europa sont notamment diffusées en clair sur RMC Story ou RMC Découverte.
Il intervient également de temps en temps dans l'émission l'After Foot sur RMC.

### La chaîne L'Équipe (à partir de 2024)
En juin 2024, après la fin du contrat de diffusion des compétitions européennes sur RMC Sport, il rejoint la chaîne L'Équipe pour couvrir l'Euro 2024 et les Jeux Olympiques d'été de 2024 à Paris. Il débute dans l'émission l'Équipe du Soir le 17 juin après le premier match de l'Équipe de France à l'Euro contre l'Autriche.

## Style de commentateur
Assumant son style de commentaire « éditorialisé », Stéphane Guy dit ne pas être « uniquement dans le descriptif » sans toutefois être un « anarchiste » à l'antenne. Parfois provocant dans ses phrases, certains de ses propos suscitent des controverses.
Il aime également donner et répéter des surnoms à des joueurs (« l’infernal Wayne Rooney », « le génie français Kylian Mbappé »). Il est aussi célèbre pour ses gimmicks, comme « citoyens, citoyennes, bonsoir » en début de retransmission ou « trois minutes de bonheur en plus » pour annoncer le temps additionnel.
Inspiré par Thierry Roland, Michel Denisot et Thierry Gilardi, Stéphane Guy considère la description, l'information et l'émotion comme les « trois piliers du commentateur télé ». Salarié de longue date au groupe Canal+, il a été « élevé avec l'idée que derrière toute image, il y a une information ».
Stéphane Guy a « une vision très citoyenne de la société » selon Karim Nedjari, ancien directeur de la rédaction des sports de Canal+. « Pour lui, le football n'est pas en dehors de la société, il met beaucoup de lui-même, de sa culture, dans son commentaire. Cela peut paraître segmentant ».
Grand admirateur du Général de Gaulle, il n'hésite pas à faire résonner La Marseillaise dans l'émission J+1, qu'il anime entre 2013 et 2016.
Ses provocations et son humour froid lui sont parfois reprochés,.

## Autres activités
Stéphane Guy s'investit à plusieurs échelles dans sa ville d'Alençon. En 1998, alors que la Coupe du monde de football en France approche, il organise, dans le stade Jacques-Fould, une "Coupe du monde des moins de 13 ans" réunissant 32 équipes locales. Remportée par la France en finale contre le Brésil, il fait venir au stade pour cette dernière rencontre des personnalités comme Rai, Paul Le Guen, Joël Bats ou encore Raymond Kopa.
Après cette réussite, le club local de l'US Alençon, qui traverse une décennie de turbulences entre mauvais résultats sportifs et financiers, lui propose d'intégrer son équipe dirigeante. Après une période de réflexion, il finit par accepter et devient vice-président du club. Il y développe notamment les équipes de jeunes en recrutant des éducateurs qualifiés.
En 1995, il est candidat aux élections municipales sur la liste de son ami, le maire UDF Alain Lambert, et devient conseiller municipal d'Alençon. Dans le cadre de ses fonctions, il encadre par exemple un échange de footballeurs entre le club d'une ville jumelée au Mali et l'US Alençon. Ce partenariat permet notamment à son club de remonter au plus haut niveau régional en 2002.
Dès lors, continuant à prendre du galon chez Canal+, il se met de plus en plus en retrait du club, bien qu'il conserve son rôle de vice-président. Bien qu'il fait régulièrement le trajet de Paris à Alençon avec Alain Lambert, qui est également sénateur, il n'est pas présent sur la liste de ce dernier pour les élections municipales de 2001, en raison de ses obligations professionnelles. Il crée néanmoins un comité de soutien pour son ami, qui est réélu avec son meilleur score dès le premier tour.
Bien qu'absent de plus en plus du club, il demeure vice-président de l'US Alençon jusqu'en 2008 lorsqu'il remet sa démission après être devenu le commentateur des affiches de Premier League sur Canal+. Citant officiellement un manque de temps à consacrer à sa fonction, la presse locale avance aussi l'hypothèse que le retour sur le banc de Christophe Ferron, son ami d'enfance, dont le club s'était séparé deux ans plus tôt, aurait déplu au journaliste. Durant sa décennie aux manettes, l'USA est parvenu à se hisser jusqu'en CFA 2 (5ème niveau du football français), en plus d'atteindre les 32es de finale de la Coupe de France en 2005-2006.
Toujours attaché à sa ville, il organise en 2018, à la veille de la Coupe du monde de football en Russie, un événement au parc des expositions d'Alençon qui rassemble près de 2 800 personnes, dont Lilian Thuram, Roger Lemerre, Habib Beye ou encore Julien Cazarre.
En 2019, à un an des élections municipales de 2020, alors qu'aucun candidat de centre-droit ne s'est pour le moment déclaré, l'hebdomadaire local L’Orne Hebdo insinue que Stéphane Guy pourrait se présenter au scrutin. Son ami l'ancien maire Alain Lambert affirme même l'y avoir encouragé mais le journaliste aurait décliné, prétextant ne pas avoir suffisamment de temps pour un tel projet.
Le 9 juin 2023, il ouvre une maison d'hôtes haut de gammes de cinq chambres à Alençon, nommée Les Deux Marguerite.

## Récompense
Le 13 novembre 2012, l’Association des écrivains sportifs lui remet le Prix du commentateur sportif de l'année. Ce prix récompense « un journaliste des médias audiovisuels dont les compétences et les jugements sont appréciés et qui, dans ses interventions sur le sport, s’est efforcé de respecter les règles de la langue française ».